# Colònia (tema)
Colònia o Kolonea en grec medieval θέμα Κολωνείας va ser un petit tema o província de l'Imperi Romà d'Orient situat al nord de Capadòcia i al sud de la Regió del Pont a l'actual Turquia. Va ser fundat a mitjans del segle ix i va existir fins a les conquestes seljúcides de després de la batalla de Mantziciert el 1071.

## Localització
Al llibre De Thematibus, l'emperador Constantí VII va descriure el tema com una petita circumscripció que incloïa les ciutats de Colònia, Neocesarea, Arapkir, Nicòpolis i Tefrícia. El tema incloïa prop de 16 fortaleses. Constantí VII també diu que el seu pare, Lleó VI el Filòsof, va separar la turma de Kemah del tema de Colònia per formar (juntament amb Keltzene) el nou tema de Mesopotàmia.

## Història
Originàriament, la regió estava inclosa en el tema dels Armeníacs i es va crear al voltant de la ciutat de Colònia vora el riu Licos. El tema es menciona per primera vegada el 863, però sembla que existia com a entitat separada abans d'aquesta data.Nicolas Oikonomides interpreta una referència del geògraf àrab Al-Massudí que esmenta el tema de Colònia com la primera clisura creada a la història de l'Imperi Romà d'Orient.Una clisura és un districte fronterer fortificat. A més, una versió de la Vida dels 42 màrtirs d'Amòrion diu que l'emperador Teòfil va nomenar l'espatari Calixt dux de Colònia cap al 842. Aquesta data seria la de la creació del tema.
La ubicació geogràfica del tema el preservava de les incursions àrabs amb l'excepció de la que va fer Sayf-ad-Dawla als anys 939 i 940. El 1057, el regiment local dirigit per Catacaló va donar suport a la rebel·lió d'Isaac I Comnè. El 1069, el tema va ser ocupat pel mercenari normand Robert Crispin que es va rebel·lar contra l'autoritat imperial. La regió va caure en mans dels seljúcides poc després de la batalla de Mantziciert el 1071.